# Zonguldak (Provinz)
Zonguldak ist eine Provinz in der Türkei, die ursprünglich auch die Provinzen Bartın und Karabük umfasste. Ihre Hauptstadt ist das gleichnamige Zonguldak. Zonguldak mit seinen bedeutenden Kohlevorkommen ist ein wichtiger Hafen an der westlichen Schwarzmeerküste. Eine Landstraße führt zu den Strandbädern Kopuz und Uzunkum. Die Provinzhauptstadt liegt etwa 190 Kilometer Luftlinie nordnordwestlich (NNW) von der Landeshauptstadt entfernt.

## Geographie
Die Provinz gehört mit neun anderen Provinzen zum westlichen Teil (türk. Batı Karadeniz Bölümü, TR8) der türkischen Schwarzmeerregion (türk. Karadeniz Bölgesi). Sie belegt im Flächen-Ranking Platz 9 (4,52 % der Region), im Bevölkerungs-Ranking Platz 3 (12,75 %) und im Ranking nach der Bevölkerungsdichte den ersten Platz als am dichtesten besiedelte Provinz der Region. 176,9 Einwohner je km² sind fast das Dreifache des Wertes der Region (von 62,7).
Die Provinz grenzt im Südwesten an die Provinz Düzce, im Süden an die Provinz Bolu, im Südosten an die Provinz Karabük sowie im Nordosten an die Provinz Bartın. Ansonsten bildet das Schwarze Meer im Norden und Westen die natürlich Grenze.

## Verwaltungsgliederung

### Landkreise
Die Provinz gliedert sich in acht İlçe (Landkreise, auch Bezirke):
| Kreis- code 1     | Landkreis         | Fläche 2 (km²) | Bevölkerung (2020) 3 | Bevölkerung (2020) 3       | Anzahl der Einheiten   | Anzahl der Einheiten  | Anzahl der Einheiten | Dichte (Ew./km²) | städt. Anteil (in %) | Sex Ratio 4 | Grün- dungs- da- tum 5, 6 |
| Kreis- code 1     | Landkreis         | Fläche 2 (km²) | Landkreis (İlçe)     | Verwal- tungssitz (Merkez) | Gemein- den (Belediye) | Stadt- viertel (Mah.) | Dörfer (Köy)         | Dichte (Ew./km²) | städt. Anteil (in %) | Sex Ratio 4 | Grün- dungs- da- tum 5, 6 |
| ----------------- | ----------------- | -------------- | -------------------- | -------------------------- | ---------------------- | --------------------- | -------------------- | ---------------- | -------------------- | ----------- | ------------------------- |
| 1758              | Alaplı            | 383            | 43.540               | 20.370                     | 2                      | 9                     | 52                   | 113,7            | 51,10                | 1011        | 1987                      |
| 1240              | Çaycuma           | 492            | 90.897               | 27.847                     | 6                      | 32                    | 83                   | 184,8            | 49,44                | 1032        | 1944                      |
| 1276              | Devrek            | 953            | 57.161               | 26.610                     | 2                      | 10                    | 83                   | 60,0             | 59,49                | 1023        |                           |
| 1313              | Ereğli            | 736            | 176.642              | 121.237                    | 4                      | 44                    | 93                   | 240,0            | 75,96                | 1012        |                           |
| 1926              | Gökçebey          | 183            | 20.996               | 8.265                      | 2                      | 10                    | 19                   | 114,7            | 54,71                | 1015        | 1990                      |
| 2100              | Kilimli           | 145            | 34.150               | 20.181                     | 4                      | 24                    | 4                    | 235,5            | 92,31                | 999         | 2012                      |
| 2101              | Kozlu             | 177            | 46.661               | 39.831                     | 1                      | 9                     | 23                   | 263,6            | 85,36                | 1018        | 2012                      |
| 1741              | Merkez Zonguldak  | 272            | 121.157              | 103.417                    | 4                      | 38                    | 23                   | 445,4            | 92,19                | 1019        |                           |
| PROVINZ Zonguldak | PROVINZ Zonguldak | 3.341          | 591.204              |                            | 25                     | 176                   | 380                  | 177,0            | 72,72                | 1017        |                           |

### Städte
In der Provinz gibt es 25 Städte (Belediye). Nachfolgende Tabelle zeigt die Einwohnerzahlen Ende 2020, die dazugehörigen Landkreise, die Anzahl der Stadtviertel (Mahalle) und die zur Kommunalwahl gewählten Bürgermeister (mit Parteizugehörigkeit).

Die Türkische Statistik listet selten die Bevölkerung der Städte (Belde) auf, sondern eher die der Stadtviertel (Mahalle). Fett markierte Städte sind die Hauptorte (Merkez) der Landkreise.
| Stadt         | Landkreis | Einwohner 2020 | Anzahl Mahalle | Bürgermeister           | Partei |
| ------------- | --------- | -------------- | -------------- | ----------------------- | ------ |
| Alaplı        | Alaplı    | 20.370         | 5              | Nuri Tekin              | CHP    |
| Bakacakkadı   | Gökçebey  | 3.221          | 3              | Oktay Albuz             | CHP    |
| Beycuma       | Merkez    | 3.280          | 7              | Vural Kundakçıoğlu      | AKP    |
| Çatalağzı     | Kilimli   | 6.735          | 7              | Adnan Akgün             | CHP    |
| Çaycuma       | Çaycuma   | 27.847         | 9              | Bülent Kantarcı         | CHP    |
| Çaydeğirmeni  | Devrek    | 7.393          | 5              | Satılmış Gebeş          | AKP    |
| Devrek        | Devrek    | 26.610         | 5              | Çetin Bozturk           | CHP    |
| Elvanpazarcık | Merkez    | 2.907          | 7              | Hüseyin Uzun            | AKP    |
| Ereğli        | Ereğli    | 121.237        | 31             | Halil Posbıyık          | CHP    |
| Filyos        | Çaycuma   | 4.943          | 6              | Ömer Ünal               | AKP    |
| Gelik         | Kilimli   | 2.868          | 5              | Burhan Sezgin           | AKP    |
| Gökçebey      | Gökçebey  | 8.265          | 7              | Vedat Öztürk            | İYİ    |
| Gülüç         | Ereğli    | 7.979          | 4              | Gökhan Mustafa Demirtaş | AKP    |

| Stadt     | Landkreis | Einwohner 2020 | Anzahl Mahalle | Bürgermeister       | Partei |
| --------- | --------- | -------------- | -------------- | ------------------- | ------ |
| Gümeli    | Alaplı    | 1.881          | 4              | Ahmet Saydam        | CHP    |
| Kandilli  | Ereğli    | 2.753          | 5              | Mustafa Aydın       | CHP    |
| Karaman   | Merkez    | 2.092          | 5              | Servet Üstün        | AKP    |
| Karapınar | Çaycuma   | 2.882          | 5              | Nejdet Dernek       | AKP    |
| Kilimli   | Kilimli   | 20.181         | 9              | Kamil Altun         | AKP    |
| Kozlu     | Kozlu     | 39.831         | 9              | Ali Bektaş          | AKP    |
| Muslu     | Kilimli   | 1.740          | 3              | Sabahattin Adıyaman | CHP    |
| Nebioğlu  | Çaycuma   | 2.341          | 4              | Ertan Aydoğan       | AKP    |
| Ormanlı   | Ereğli    | 2.216          | 4              | Bayram Başol        | AKP    |
| Perşembe  | Çaycuma   | 2.752          | 4              | İsmail İnam         | CHP    |
| Saltukova | Çaycuma   | 4.173          | 4              | Alim Genç           | CHP    |
| Zonguldak | Merkez    | 103.417        | 19             | Ömer Selim Alan     | AKP    |

2013 verloren fünf Belediye ihren Status und wurden zum Dorf zurückgestuft:
- aus dem Kreis Devrek: Eğerci und Özbağı
- aus dem Kreis Ereğli: Çaylıoğlu und Gökçeler; die Belediye Öğberler war bereits 2009 zurückgestuft worden
- aus dem zentralen Landkreis: Sivriler

### Dörfer
In den 380 Dörfern (Köy, Mehrzahl Köyler) wohnen insgesamt 161.290 Menschen, also durchschnittlich 424 Einwohner je Dorf. 20 Dörfer der Provinz haben mehr als 1.000 Einwohner, 144 haben mehr als der Durchschnitt Einwohner. Ahatlı im Landkreis Çaycuma ist mit 1.637 Einw. das größte Dorf, das kleinste zählt 71 Einwohner und liegt im Kreis Devrek.
2017 wurden alle 16 Bucaks der Provinz aufgelöst, in ihnen waren Dörfer zusammengefasst worden. In jedem Kreis bestand ein zentraler Bucak (Merkez Bucak) rund um die Kreisstadt. Im zentralen Landkreis und im Kreis Çaycuma gab es je vier Buckas, in den Kreisen Devrek und Ereğli gab es jeweils zwei Bucaks.

## Bevölkerung
Zur letzten Volkszählung 2000 wurde ein Durchschnittsalter (Median Age) von 27,54 Jahren dokumentiert, wobei Frauen den Bruchteil von Jahren älter als Männer waren (27,88 / 27,17).

### Ergebnisse der Bevölkerungsfortschreibung
Nachfolgende Tabelle zeigt die jährliche Bevölkerungsentwicklung nach der Fortschreibung durch das 2007 eingeführte adressierbare Einwohnerregister (ADNKS). Zusätzlich sind die Bevölkerungswachstumsrate und das Geschlechterverhältnis (Sex Ratio d. h. Anzahl der Frauen pro 1000 Männer) aufgeführt. Der Zensus von 2011 ermittelte 614.775 Einwohner, das entspricht fast dem Ergebnis des Zensus 2000.

| Jahr  | Bevölkerung am Jahresende | Bevölkerung am Jahresende | Bevölkerung am Jahresende | Wachstums- rate der Be- völkerung (in %) | Geschlechter verhältnis (Frauen auf 1000 Männer) | Rang (unter den 81 Provinzen) |
| Jahr  | gesamt                    | männlich                  | weiblich                  | Wachstums- rate der Be- völkerung (in %) | Geschlechter verhältnis (Frauen auf 1000 Männer) | Rang (unter den 81 Provinzen) |
| ----- | ------------------------- | ------------------------- | ------------------------- | ---------------------------------------- | ------------------------------------------------ | ----------------------------- |
| 2020  | 591.204                   | 293.068                   | 298.136                   | −0,81                                    | 1017                                             | 36                            |
| 2019  | 596.053                   | 295.832                   | 300.221                   | −0,61                                    | 1015                                             | 36                            |
| 2018  | 599.698                   | 297.303                   | 302.395                   | 0,47                                     | 1017                                             | 35                            |
| 2017  | 596.892                   | 294.494                   | 302.398                   | −0,11                                    | 1027                                             | 35                            |
| 2016  | 597.524                   | 295.033                   | 302.491                   | 0,27                                     | 1025                                             | 35                            |
| 2015  | 595.907                   | 294.679                   | 301.228                   | −0,48                                    | 1022                                             | 34                            |
| 2014  | 598.796                   | 295.878                   | 302.918                   | −0,46                                    | 1024                                             | 33                            |
| 2013  | 601.567                   | 296.910                   | 304.657                   | −0,82                                    | 1026                                             | 33                            |
| 2012  | 606.527                   | 299.301                   | 307.226                   | −0,96                                    | 1026                                             | 34                            |
| 2011  | 612.406                   | 302.370                   | 310.036                   | −1,18                                    | 1025                                             | 33                            |
| 2010  | 619.703                   | 307.550                   | 312.153                   | −0,02                                    | 1015                                             | 33                            |
| 2009  | 619.812                   | 306.075                   | 313.737                   | 0,11                                     | 1025                                             | 34                            |
| 2008  | 619.151                   | 304.997                   | 314.154                   | 0,53                                     | 1030                                             | 33                            |
| 2007  | 615.890                   | 302.827                   | 313.063                   | –                                        | 1034                                             | 34                            |
| 20001 | 615.599                   | 300.676                   | 314.923                   |                                          | 1047                                             | 37                            |

1Volkszählungsergebnis

### Volkszählungsergebnisse
Nachfolgende Tabellen geben die bei den 14 Volkszählungen dokumentierten Einwohnerstand der Provinz Zonguldak wieder.
Die Werte der linken Tabelle sind E-Books (der Originaldokumente) entnommen, die Werte der rechten Tabelle entstammen der Datenabfrage des Türkischen Statistikinstituts TÜIK – abrufbar über diese Webseite:
| Jahr | Bevölkerung | Bevölkerung | Rang |
| Jahr | Provinz     | Türkei      | Rang |
| ---- | ----------- | ----------- | ---- |
| 1927 | 268.909     | 13.648.270  | 16   |
| 1935 | 322.108     | 16.158.018  | 16   |
| 1940 | 349.783     | 17.820.950  | 18   |
| 1945 | 383.481     | 18.790.174  | 17   |
| 1950 | 426.684     | 20.947.188  | 14   |
| 1955 | 488.659     | 24.064.763  | 12   |
| 1960 | 569.059     | 27.754.820  | 11   |

| Jahr | Bevölkerung | Bevölkerung | Rang |
| Jahr | Provinz     | Türkei      | Rang |
| ---- | ----------- | ----------- | ---- |
| 1965 | 650.191     | 31.391.421  | 11   |
| 1970 | 743.654     | 35.605.176  | 10   |
| 1975 | 836.156     | 40.347.719  | 9    |
| 1980 | 954.512     | 44.736.957  | 8    |
| 1985 | 1.044.945   | 50.664.458  | 9    |
| 1990 | 1.073.560   | 56.473.035  | 14   |
| 2000 | 615.599     | 67.803.927  | 37   |

Anzahl der Provinzen bezogen auf die Censusjahre:
- 1927, 1940 bis 1950: 63 Provinzen
- 1935: 57 Provinzen
- 1955: 67 Provinzen
- 1960 bis 1985: 73 Provinzen
- 1990: 73 Provinzen
- 2000: 81 Provinzen

## Interessante Plätze
Sehenswert sind die Sandstrände von Kozlu, Alaplı, Ilıksu, Kopuz, der Nationale Souveränitätswald, die Walderholungsstätten am Göl-Berg, Yayla (Plateau), Kocaman, Bostanözü, Çamlık, Baklabostan und Gürleyik, die Höhlen von Cumayanı, Kızılelma und Mencilis, die Kirche in Amasra, die Moscheen von Fatih und Iskele, die kleinen Moscheen (Mesdschiden) von Eyiciler und Hacı Nuri, die Eski Cami (die Gazi Süleyman Pascha Moschee), die Moscheen von Taş Minare, Köprülü, Hidayettullah, Dağdelen, Kazdağlı, Izzet Mehmed Pascha und Koçak (Lütfiye), die Derwischklöster von Kalealtı und Ali Baba, die Karawanserei von Cinci Han, die Eski und Yeni Hamamlar (alte und neue Badehäuser), die Brücken von Taşköprü, Tokatlıköprü und Inceköprü.
Devrek, ein 50 km südöstlich von Zonguldak gelegenes Städtchen mit 26.000 Einwohnern, ist für die Herstellung holzgeschnitzter Spazierstöcke und Çaycuma für seine Joghurtspezialitäten berühmt.

## Infrastruktur und Verkehr
Seit einigen Jahren ist der Flughafen Saltukova für den internationalen Flugverkehr geöffnet. Es finden jede Woche Flüge zwischen Düsseldorf und Zonguldak statt.

## Persönlichkeiten
- Murat Boz (* 1980), Popsänger
- Ergün Penbe (* 1972), Fußballspieler
- Tümer Metin (* 1974), Fußballspieler
- Köksal Toptan (* 1943), früherer Parlamentspräsident der Großen Türkischen Nationalversammlung

## Wichtige Tage

### Lokale Feiern
- Marinefest, Ereğli, 1. Juli

### Befreiungstage
- Befreiungstag von Ereğli, 18. Juni
- Befreiungstag von Zonguldak, 21. Juni
- Atatürks Ankunft in Zonguldak, 26. August

## Festspiele
- Karadeniz Ereğli-Kultur- und Erdbeerfestival, 11.–13. Juni
- Spazierstockfestival, Devrek, 8.–9. Juli
- Yoghurt-, Kultur- und Kunstfestival, Çaycuma

## Feierlichkeiten
- Traditionelle Ölringkämpfe, Alaplı, 31. August–1. September
- Traditionelle Öl- und Karakucak-Ringkämpfe, Yenice, 5.–7. Juli